# Sulo Nurmela
Sulo Nurmela (* 13. Februar 1908 in Onkamaa; † 13. August 1999 in Hamina) war ein finnischer Skilangläufer.

## Werdegang
Nurmela, der für den Vehkalahden Veikot startete, gewann bei den Nordischen Skiweltmeisterschaften 1934 in Sollefteå mit der Staffel und über 18 km jeweils die Goldmedaille. In den Jahren 1934 und 1935 gewann er den 17-km-Lauf bei den Lahti Ski Games. Bei den Nordischen Skiweltmeisterschaften 1935 in Vysoké Tatry holte er die Goldmedaille mit der Staffel. Im folgenden Jahr wurde er bei den Olympischen Winterspielen 1936 in Garmisch-Partenkirchen mit der finnischen Staffel Olympiasieger. Zudem errang er dort den siebten Platz über 18 km. Im März 1937 siegte er bei den Lahti Ski Games über 50 km. Bei den Nordischen Skiweltmeisterschaften 1938 in Lahti lief er auf den achten Platz über 50 km. Bei den Lahti Ski Games 1939 kam er auf den zweiten Platz über 18 km und 1941 auf den dritten Rang über 50 km.

## Erfolge

### Olympische Winterspiele
- 1936 in Garmisch-Partenkirchen: Gold mit der Staffel

### Weltmeisterschaften
- 1934 in Sollefteå: Gold über 18 km, Gold mit der Staffel
- 1935 in Vysoké Tatry: Gold mit der Staffel
- 1936 in Garmisch-Partenkirchen Gold mit der Staffel